# Nietzsche, la généalogie, l'histoire
'Nietzsche, de genealogie, de geschiedschrijving' is een tekst van Michel Foucault oorspronkelijk uitgegeven in 1971 onder de titel Nietzsche, la généalogie, l'histoire en in 1981 naar het Nederlands vertaald door Eric Bolle. Foucault beschrijft in deze tekst de geschiedschrijving van Nietzsche als het zoeken naar de herkomst van menselijke overtuigingen. 

## Inhoud
Volgens Foucault staat de genealogie van Nietzsche in tegenstelling tot het zoeken naar een zuivere 'oorsprong'. In de oorsprong wil men namelijk het exacte wezen van de zaak ofwel zijn zuiverste mogelijkheid vangen. De genealoog zoekt echter niet naar een ongeschonden oorsprong, maar wijst op de vele ontstaansmomenten, toevalligheden, verhulde veroveringen en systematische kenteringen die aan de menselijke kennis voorafgaan. De genealogie kan zo gedefinieerd worden als het onderzoek naar de complexe herkomst [Herkunft] en het geleidelijke ontstaan [Entstehung] van de menselijke opvattingen in de loop van de geschiedenis. 
Volgens Foucaults interpretatie kent Nietzsches geschiedschrijving zo drie vormen. Allereerst is zij een parodisch narrenspel, dat het historisch gevormde masker van de ene Waarheid afneemt en er vele maskers voor terugzet. Ten tweede leidt zij tot de ontbinding van het 'ik', doordat zij het idee van continuïteit en identiteit ontneemt en op een toevallig ontstaan wijst. Ten derde offert de genealogie het kennissubject op, door op de wil tot waarheid te wijzen die eraan ten grondslag ligt. 

## Vertaling
- Michel Foucault & Gilles Deleuze, Nietzsche als genealoog en als nomade, vert. door Eric Bolle, Nijmegen, SUN, 1981, p. 145-172 ISBN 9061681642
- Michel Foucault, Breekbare vrijheid. Teksten & interviews, red. Laurens ten Kate en Aukje van Rooden, Amsterdam 1994, p. 81-109